# Marville-Moutiers-Brûlé
Marville-Moutiers-Brûlé – miejscowość i gmina we Francji, w Regionie Centralnym, w departamencie Eure-et-Loir.
Według danych na rok 1990 gminę zamieszkiwało 838 osób, a gęstość zaludnienia wynosiła 41 osób/km² (wśród 1842 gmin Centre, Marville-Moutiers-Brûlé plasuje się na 473. miejscu pod względem liczby ludności, natomiast pod względem powierzchni na miejscu 644.).